# Перак (персонаж городской легенды)
Перак (чеш. Pérák, от péro «пружина») — фигура чехословацкой городской легенды в годы Второй мировой войны. Согласно легенде, Перак обладал способностями высоко прыгать благодаря пружинам на ногах и взбираться на крыши домов. В течение десятилетий после войны Перак также изображался как чешский супергерой.

## Истории о Пераке

### Первые упоминания
Первое упоминание о Пераке относится к 1940 году, когда в полицейских докладах стали фигурировать слухи о некоем «прыгающем человеке»: неизвестный человек появлялся в разных кварталах Праги, прыгая высоко на каких-то устройствах в форме пружин. Он зачастую выпрыгивал из тёмных аллей и запугивал до смерти простых граждан. Подобные донесения появлялись до 1942 года.
Перак, как прозвала его общественность, мог легко перепрыгнуть железнодорожный вагон и даже перескочить реку Влтава, что позволяло его сравнивать с Джеком-прыгуном, героем английской городской легенды. Свидетельства о таинственном незнакомце были впервые опубликованы в книге историков Каллама МакДональда и Яна Каплана «Прага в тени свастики: история немецкой оккупации 1939—1945».

### Описание
Перака описывали как человека с пружинами на ногах, который носил маску. Многие свидетели указывали на то, что его глаза были красными и странным образом светились: позднее аналогичное описание применяли и к Человеку-мотыльку, который появился в Вирджинии в 1960-х годах. Несмотря на то, что Перак не совершал довольно много огромных прыжков, сам факт его существования уже приводил к саботажу на заводах Праги. Немцы не решались охранять заводы, а женщины и вовсе боялись идти в ночную смену.

### Путешествия Перака
Перак появлялся хотя бы один раз в каждом квартале Праги, особенно часто он был на Ольшанском кладбище, в Вышеграде, на Карловой площади, в Кошире и Шарке. Иногда Перака видели не только в Праге: он появлялся в Драгельчице, в горах над Железни-Бродом, в Пардубице и других местах. В деревнях его видели крайне редко или вообще не видели.

### Деяния Перака
Иногда таинственному Пераку чехи приписывали уничтожение немецких патрулей и ликвидацию важных военных и политических деятелей Рейха, благодаря чему и появилась легенда о первом чешском супергерое — защитнике справедливости и борце с оккупантами. Несмотря на то, что доказательств реального существования Перака не было представлено, созданная чехами легенда о Пераке сыграла свою роль в Движении Сопротивления и впервые повергла немцев в панику. Протекторат Богемии и Моравии пытался организовать розыск таинственного незнакомца, однако его следы так и не были найдены.

### «Фирменные» следы и способности
Молва приписывала Пераку различные способности и факты: так, родиной Перака называлась деревня Горжеседлы (чеш. Hořesedly). Неизвестный герой, по словам жителей, делал на стенах домов надписи, подписываясь как Перак и оставляя даже светящийся крест. Также утверждалось, что Перак мог очень громко свистеть, а эхо от его голоса отражалось довольно долго. Личным холодным оружием Перака считали небольшой ломик, которым можно было если не убить, то оглушить человека; также он был вооружён пистолетом.

## Перак в массовой культуре

### Фильм
- В 1946 году в Чехословакии был снят чёрно-белый мультфильм «Перак и СС» (чеш. Pérák a SS) режиссёром Иржи Трнкой и сценаристом Иржи Брдечкой. Это был первый кинофильм о Пераке: главный герой, в обычной жизни трубочист, ведёт борьбу с эсэсовцами и Гитлером, которые арестовывают всех жителей Праги по обвинению в антинацистском сопротивлении.
- В 2013 году Павел Соукуп снял короткометражный фильм "Перак (Готт мит унс) в жанре нуар/мистерия.
- В 2016 году Марек Бергер создал анимационный фильм «Перак: тень над Прагой» (чеш. Pérák: Stín nad Prahou).

### Tеатр
- В 2011 году театр VOSTO5 начал гастроли со спектаклем «ПЕРАК — имя не важно, важны деяния» (чеш. PÉRÁK - na jméně nezáleží, rozhodují činy).

### Видеоигры
В августе 2023 года для Windows была выпущена платформенная видеоигра «Pérák a legendy Prahy».